# Ширшов, Николай Васильевич
Николай Васильевич Ширшов — советский хозяйственный и политический деятель.

## Биография
Родился в 1945 году вюна территории современного Адамовского района Оренбургской области. Член КПСС.
В 1959—1964 гг. — тракторист-машинист совхоза.
В 1964—1967 гг. — военнослужащий Советской армии.
В 1967—1991 гг. — тракторист-машинист, бригадир тракторной бригады совхоза «Советская Россия» Адамовского района Оренбургской области.
Избирался депутатом Верховного Совета СССР 9-го созыва. Делегат XXVI съезда КПСС.
Жил в Оренбургской области.

## Награды
- Орден Ленина
- Орден Дружбы народов (1982)
- Орден Знак Почёта